# Sanxay
Sanxay település Franciaországban, Vienne megyében. Lakosainak száma 548 fő (2022. január 1.). Sanxay Les Forges, Ménigoute, Saint-Germier, Vasles, Curzay-sur-Vonne, Rouillé és Boivre-la-Vallée községekkel határos.

## Népesség
A település népessége az elmúlt években az alábbi módon változott:
| Lakosok száma | 553  | 553  | 562  | 548  | 549  | 550  | 549  | 549  | 548  |
|               | 2013 | 2015 | 2016 | 2017 | 2018 | 2019 | 2020 | 2021 | 2022 |